# Prince Ibeh
Prince Chinenye Ibeh (Londra, 3 giugno 1994) è un cestista statunitense con cittadinanza ruandese.

## Carriera
Con il Ruanda ha disputato i Campionati africani del 2021.

## Statistiche

### College
| Anno      | Squadra         | PG  | PT | MP   | TC%  | 3P% | TL%  | RP  | AP  | PRP | SP  | PP  |
| --------- | --------------- | --- | -- | ---- | ---- | --- | ---- | --- | --- | --- | --- | --- |
| 2012-2013 | Texas Longhorns | 34  | 4  | 10,4 | 58,8 | -   | 37,5 | 2,6 | 0,0 | 0,2 | 1,2 | 2,2 |
| 2013-2014 | Texas Longhorns | 35  | 0  | 13,6 | 50,5 | 0,0 | 51,7 | 3,4 | 0,1 | 0,3 | 1,7 | 3,5 |
| 2014-2015 | Texas Longhorns | 34  | 2  | 10,6 | 59,2 | -   | 37,5 | 2,5 | 0,2 | 0,3 | 1,4 | 2,1 |
| 2015-2016 | Texas Longhorns | 32  | 22 | 18,1 | 57,1 | -   | 41,8 | 5,0 | 0,1 | 0,3 | 2,0 | 4,1 |
| Carriera  | Carriera        | 135 | 28 | 13,1 | 55,7 | 0,0 | 43,2 | 3,4 | 0,1 | 0,3 | 1,6 | 3,0 |

### G League
| Anno      | Squadra          | PG | PT | MP   | TC%  | 3P% | TL%  | RP  | AP  | PRP | SP  | PP  |
| --------- | ---------------- | -- | -- | ---- | ---- | --- | ---- | --- | --- | --- | --- | --- |
| 2016-2017 | Long Island Nets | 10 | 0  | 10,1 | 21,1 | -   | 60,0 | 2,0 | 0,1 | 0,1 | 0,9 | 1,1 |
| 2017-2018 | Long Island Nets | 32 | 15 | 11,5 | 57,1 | -   | 21,6 | 2,9 | 0,2 | 0,3 | 1,4 | 3,0 |
| Carriera  | Carriera         | 42 | 15 | 11,2 | 50,0 | -   | 26,2 | 2,7 | 0,2 | 0,3 | 1,3 | 2,5 |